# A’Salfo
A'salfo, właśc. Salif Traoré (ur. 15 marca 1979 w Abidżanie na Wybrzeżu Kości Słoniowej) – wokalista z Wybrzeża Kości Słoniowej.
grupy Magic System.

## Kariera
Urodzony 15 marca 1979 roku w Abidżanie, A'salfo pochodzi z ośmioosobowej rodziny. Jego ojciec jest pracownikiem firmy budowlanej, matka gospodynią domową bez zawodu. Od najmłodszych lat wolał muzykę od nauki pod wpływem swojego starszego brata Alego, który był gitarzystą.
W 1997 roku A'salfo został jednym z założycieli grupy Magic System. Grupa utworzona przez: Goudé, Tino i Manadja Po sukcesie przeboju Premier Gaou (w samej Francji sprzedano 300 000 singli) odwiedził akademię muzyczną we Francji i został jednym z tenorów afrykańskich artystów, którzy ukończyli studia muzyczne.
20 sierpnia 2012 r. został mianowany przez Irina Bokowa Ambasadorem Dobrej Woli UNESCO za swoje przesłania na rzecz pokoju.
W latach 2016 i 2017 był jurorem programu The Voice Afrique Francophone. Po osiedleniu się we Francji, w departamencie Yvelines, w 2000 roku, A'Salfo stopniowo powracał na Wybrzeże Kości Słoniowej.
Tam wraz z Magic System stworzył Anoumanbo Music Festival FEMUA, który skupia afrykańskich artystów z okolicy, w której się wychował.
W 2023 roku uzyskał tytuł magistra zarządzania globalnego w HEC Paris.